# Mimudea crambialis
Mimudea crambialis là một loài bướm đêm trong họ Crambidae.